# Thuần Thiện
Thuần Thiện là một xã thuộc huyện Can Lộc, tỉnh Hà Tĩnh, Việt Nam.

## Địa lý
Xã Thuần Thiện có diện tích 27,46 km², dân số năm 1999 là 7.949 người, mật độ dân số đạt 289 người/km².

## Lịch sử
Ngày 13 tháng 12 năm 2018, HĐND tỉnh Hà Tĩnh ban hành Nghị quyết số 126/NQ-HĐND về việc sáp nhập thôn Làng Chùa vào thôn Thuần Chân.